# Grenadiere

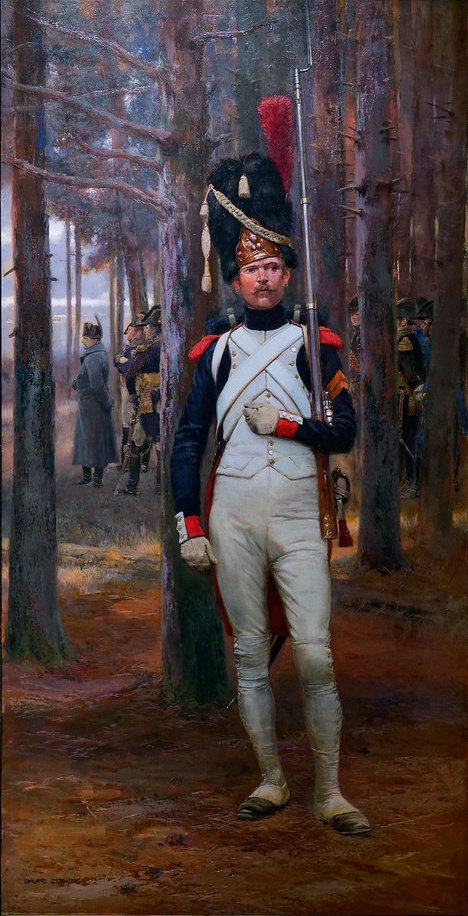
Le Grenadier, ein Grenadier der Alten Garde auf Wache, im Hintergrund Napoleon und sein Stab (Ölgemälde von Édouard Detaille)

Grenadiere (anfangs auch als „Granatiere“ bezeichnet) waren seit dem 17. und 18. Jahrhundert Infanteristen, die ursprünglich mit dem Vorläufer der heutigen Handgranate bewaffnet und eine Elite der Linieninfanterie waren. Die im Zweiten Weltkrieg aufgestellten Sturmgrenadiere waren auf den Orts- und Häuserkampf spezialisiert. 
In der deutschen Wehrmacht und der Bundeswehr wurde die Bezeichnung allgemein für mit Mannschaftstransportwagen oder Transportpanzern motorisierte Infanterie verwandt. Aufgrund der Ausrüstung mit Schützenpanzern wird die Bezeichnung zum Panzergrenadier angepasst. Heute gehören (Panzer-)Grenadiere zur Mechanisierten Infanterie.

## Geschichte

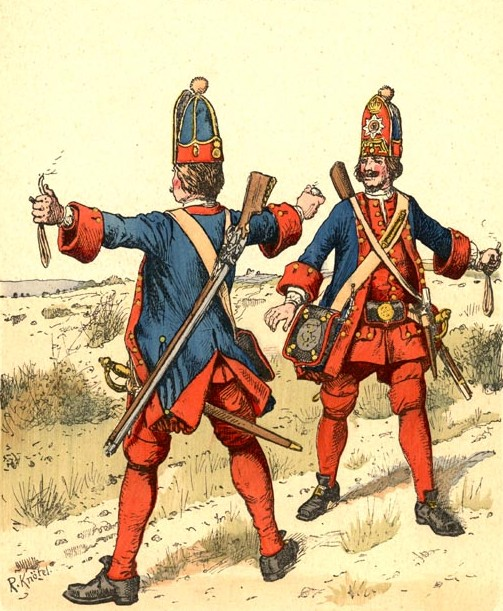
Preußische Grenadiere vom Infanterieregiment Nr. 6 um 1715 – Darstellung spätes 19. Jahrhundert

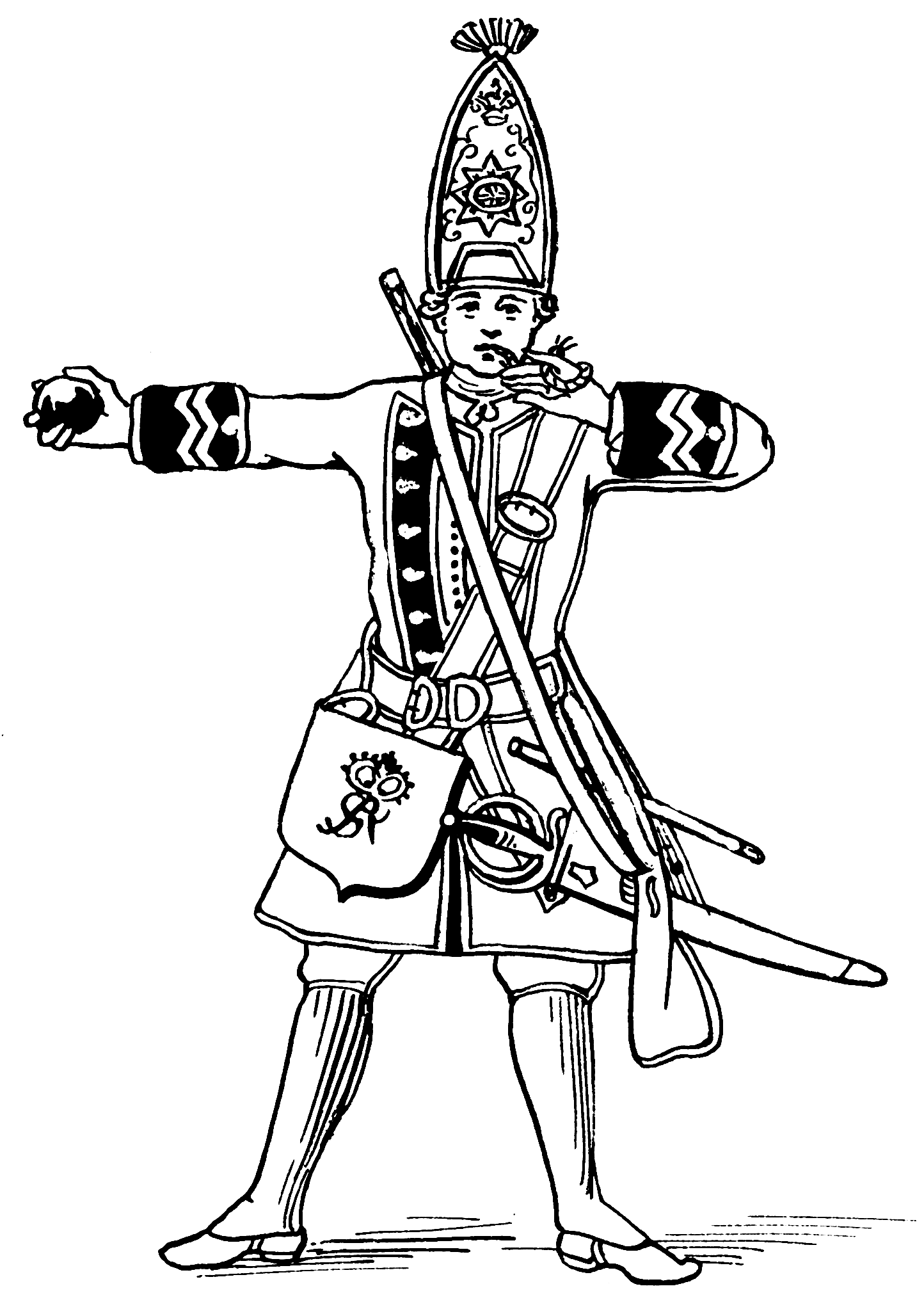
Grenadier

Seit 1667 mussten sich in jeder französischen Infanterie-Kompanie vier Soldaten auf den Umgang mit Granaten spezialisieren und wurden deshalb als Grenadiere bezeichnet. Der Anteil der Grenadiere an der Infanterie stieg in der Folgezeit, so dass bereits ab 1671 jedes französische Bataillon eine Kompanie Grenadiere umfasste. Seit 1670 wurden auch im Erzherzogtum Österreich, 1676 in Brandenburg und 1678 in England Grenadier-Einheiten aufgestellt, worauf bis zum Ende des 17. Jahrhunderts die meisten anderen europäischen Staaten folgten. Der Begriff wurde in dieser Zeit aus dem Französischen auch in die deutsche Sprache übernommen. Für die Aufstellung einer Grenadier-Einheit wurden die stärksten, geschicktesten und oft die größten Soldaten ausgesucht (ein Beispiel waren die „Langen Kerls“ Friedrich Wilhelms I. von Preußen).
Die Grenadiere bildeten eine militärische Elite. Sie wurden bei Belagerungen mit besonders gefährlichen Aufgaben betraut und an Schwerpunkten des Kampfes in der Schlacht eingesetzt. Zu ihrer Bewaffnung gehörten neben etwa einem Dutzend Granaten eine Muskete mit Bajonett und ein Säbel. Oft konnte man die Grenadiere auch rein äußerlich von den anderen Soldaten unterscheiden: Um beim Werfen der Granaten nicht behindert zu werden, trugen sie stets schmale Kopfbedeckungen (ursprünglich die einfache Lagermütze) statt der damals üblichen breiten Hüte (Dreispitz).
Schon im 18. Jahrhundert wurden die Handgranaten nach und nach wieder abgeschafft; die Grenadiere blieben aber Eliteeinheiten. Aus ihren ursprünglichen Zipfelmützen entwickelten sich – als Statussymbol und um ihre Träger größer erscheinen zu lassen – hohe und teils sehr schwere Grenadiermützen mit Metallschilden oder aus Pelz, zu deren Tragen ein Kinnriemen notwendig war. Weil es schwierig war, diese Mützen zum Gruß abzuziehen, entstand als besonderes Zugeständnis an die Grenadiere der sogenannte „Grenadiergruß“ (das bloße Andeuten durch Anlegen der Hand an die Mütze). Dieser Gruß wurde aus Prestigegründen von immer mehr Einheiten übernommen und so zur heute weltweit verbreitetsten militärischen Ehrenbezeigung.
Besonders berühmt wurden die „Grenadiere der alten Garde“ der Kaiserlichen Garde von Napoleon I., die bis zur Schlacht von Waterloo den Ruf der Unbesiegbarkeit genossen.
Da die Truppenbezeichnung „Grenadiere“ nur für Elitetruppen mit ausgewähltem Personalersatz benutzt wurde, gab es in den Armeen des deutschen Kaiserreichs (1871–1918) nur wenige Regimenter, die diese im Namen führten.

### Preußen
– die fünf kgl. preußischen Garde=Grenadierregimenter
- Kaiser Alexander Garde-Grenadier-Regiment Nr. 1
- Kaiser Franz Garde-Grenadier-Regiment Nr. 2
- Königin Elisabeth Garde-Grenadier-Regiment Nr. 3
- Königin Augusta Garde-Grenadier-Regiment Nr. 4
- Garde-Grenadier-Regiment Nr. 5

– die zwölf kgl. preußischen Linien=Grenadierregimenter
- Grenadierregiment „Kronprinz“ (1. Ostpreussisches) Nr. 1
- Grenadier-Regiment „König Friedrich Wilhelm IV.“ (1. Pommersches) Nr. 2
- Grenadierregiment „König Friedrich Wilhelm I“ (2. Ostpreussisches) Nr. 3
- Grenadier-Regiment „König Friedrich der Große“ (3. Ostpreußisches) Nr. 4
- Grenadier-Regiment „König Friedrich I.“ (4. Ostpreußisches) Nr. 5
- Grenadier-Regiment „Graf Kleist von Nollendorf“ (1. Westpreußisches) Nr. 6
- Grenadier-Regiment „König Wilhelm I.“ (2. Westpreußisches) Nr. 7
- Leib-Grenadier-Regiment „König Friedrich Wilhelm III.“ (1. Brandenburgisches) Nr. 8
- Colbergsches Grenadier-Regiment „Graf Gneisenau“ (2. Pommersches) Nr. 9
- Grenadier-Regiment „König Friedrich Wilhelm II.“ (1. Schlesisches) Nr. 10
- Grenadier-Regiment „König Friedrich III.“ (2. Schlesisches) Nr. 11
- Grenadier-Regiment „Prinz Carl von Preußen“ (2. Brandenburgisches) Nr. 12

### Sachsen
- Leibgrenadierregiment (bis 1866)

Daraus wurden gegründet mit dem Beitritt in den Norddeutschen Bund:
- 1. Leib-Grenadier-Regiment Nr. 100
- 2. Grenadier-Regiment Nr. 101

### Württemberg
– die zwei kgl. württembergischen Linien=Grenadierregimenter
- Grenadier-Regiment „Königin Olga“ (1. Württembergisches) Nr. 119
- Grenadier-Regiment „König Karl“ (5. Württembergisches) Nr. 123

### Baden
Die beiden badischen Grenadierregimenter:
- 1. Badisches Leib-Grenadier-Regiment Nr. 109
- 2. Badisches Grenadier-Regiment „Kaiser Wilhelm I.“ Nr. 110

### Mecklenburg
– das großherzoglich mecklenburgische Grenadierregiment
- Großherzoglich Mecklenburgisches Grenadier-Regiment Nr. 89

Bayern sowie die anderen Bundesstaaten hatten keine Grenadierregimenter.

### Deutschland

#### Wehrmacht
In der Wehrmacht wurden ab 15. Oktober 1942 die bisherigen „Schützen“ und „Oberschützen“ der Infanterie als „Grenadier“, bzw. „Obergrenadier“ bezeichnet. Des Weiteren wurden fast alle Bezeichnungen entsprechend geändert. So wurden aus „Infanterie-Regimentern“ nunmehr „Grenadier-Regimenter“. Die Maßnahme sollte der Hebung der Moral dienen. Nur ab Divisionsstufe behielten die Divisionen ihren Namen. Nach dem Attentat auf Hitler 1944 wurden neu aufgestellte Divisionen als Volksgrenadier-Divisionen bezeichnet. Diese waren herkömmliche Infanteriedivisionen und standen in keinem Zusammenhang mit dem Volkssturm.
Für den Orts- und Häuserkampf wurden neben selbständigen Sturmpionierbataillonen auch Sturmgrenadierbataillone aufgestellt, die direkt einem Korps oder für einen Einbruchsraum einer Division im Rahmen der allgemeinen Operationsführung unterstellt wurden, was jedoch meist zu schweren Verlusten des Verbandes führte.

#### Bundeswehr

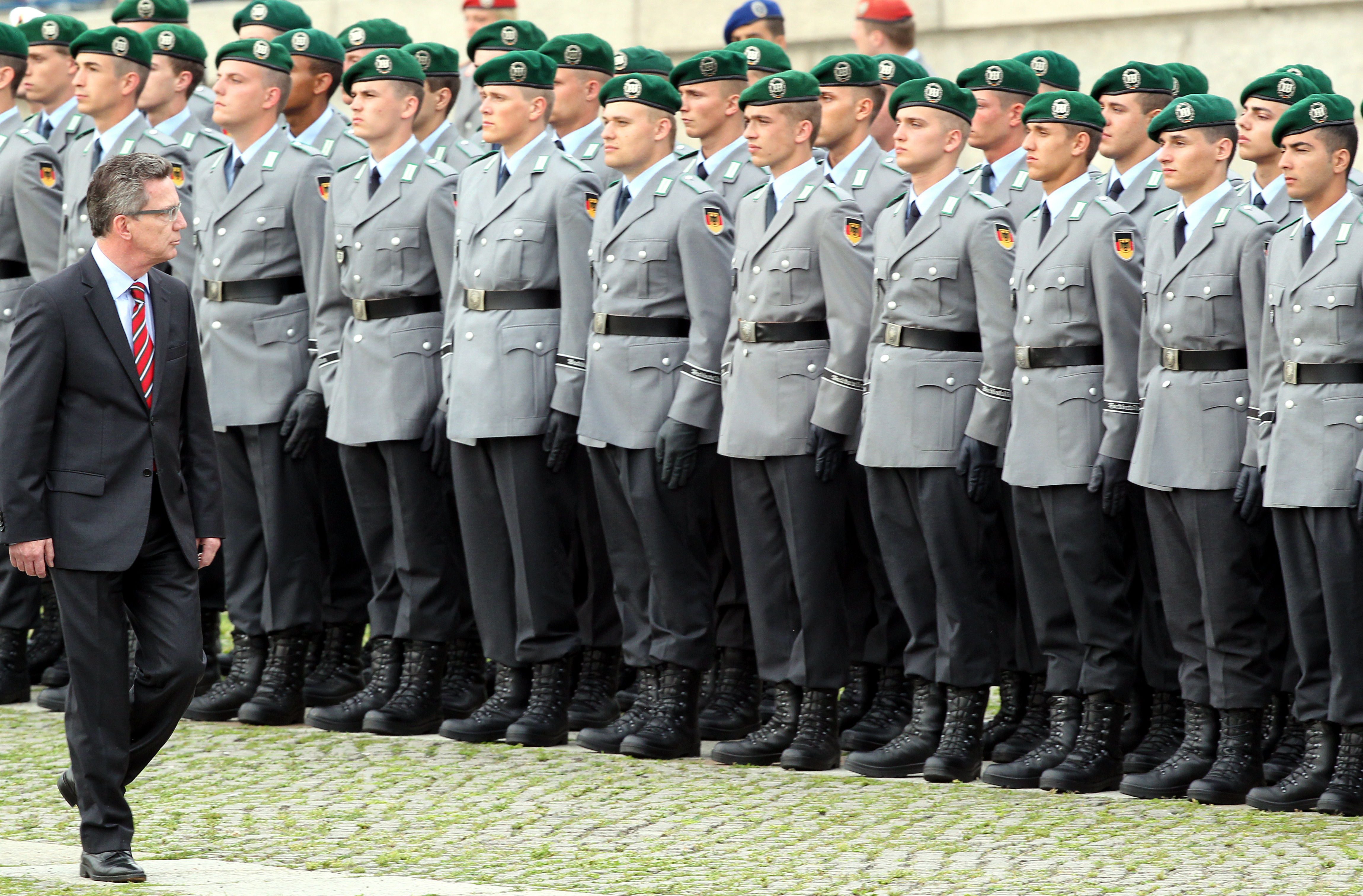
Deutsche Rekruten im Dienstgrad Grenadier. Grenadier war von 1991 bis 2021 die Bezeichnung für den niedrigsten Dienstgrad im Wachbataillon beim Bundesministerium der Verteidigung für Heeresuniformträger

Die Bundeswehr hat den 1942 entstandenen Begriff Panzergrenadier übernommen und bezeichnet damit Einheiten der Panzergrenadiertruppe. Vor Zulauf des HS 30 waren bis auf das Panzergrenadier-Lehr-Bataillon alle Panzergrenadierbataillone in den Heeresstrukturen I und II motorisierte Grenadierbataillone (mot), die mit Mannschaftstransportwagen Borgward, später Unimog, beweglich waren. Bis in die Heeresstruktur IV gab es in jedem Panzergrenadierbataillon eine Grenadierkompanie (MTW), die den Kampf abgesessen in der Verteidigung aus oder im Angriff auf Feldstellungen im Waldkampf sowie im Orts- und Häuserkampf führte.
Panzergrenadier (PzGren) ist der Soldat im niedrigsten Dienstgrad in einem Panzergrenadierbataillon der deutschen Bundeswehr.
Grenadier (Gren) war seit 1991 der niedrigste Dienstgrad der Heeresuniformträger im Wachbataillon beim Bundesministerium der Verteidigung. Er entfiel im September 2021. Er entsprach dem Dienstgrad Schütze, Funker, Panzergrenadier usw. (→ vgl. hier) anderer Truppengattungen.
| Mannschaftsdienstgrad |           |                    |
| Niedrigerer Dienstgrad |           | Höherer Dienstgrad |
| — | Grenadier | Gefreiter          |
| Dienstgradgruppe: Mannschaften – Unteroffiziere o.P. – Unteroffiziere m.P. – Leutnante – Hauptleute – Stabsoffiziere – Generale |           |                    |

## International

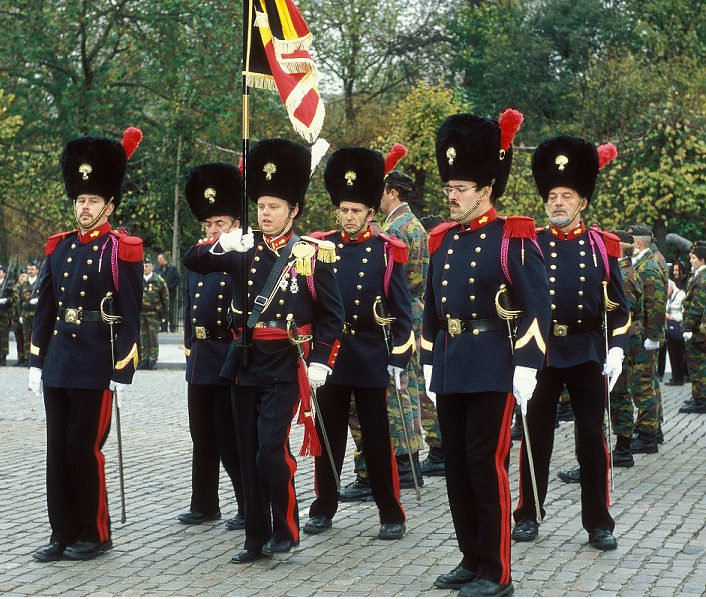
Grenadiers, Belgien

Die Bezeichnungen Grenadier, Füsilier und Jäger werden heute für motorisierte, teilweise auch mit Radpanzern ausgestattete mechanisierte Infanterie synonym benutzt. Die Kampfweise der heutigen mechanisierten Panzergrenadiere entspricht der Kampfesweise der früheren Dragoner.

### Österreich
Im österreichischen Bundesheer werden die den Panzereinheiten zugeteilten, motorisierten Infanterieeinheiten als Panzergrenadiere bezeichnet.

### Schweiz
Nachdem General Henri Guisan 1942 auf der Schwägalp einer von Hptm. Mathias Brunner ausgearbeiteten Nahkampf-Demonstration mit Ostschweizer Freiwilligen der Felddivision 7 beigewohnt hatte, befahl er im Februar 1943 die Aufstellung von Pionierkompanien der Genietruppen auf Regimentsstufe. Deren Umbenennung in Grenadierkompanien erfolgte noch 1943 mit den Worten: «Die moderne Kriegsführung stellt die Infanterie und die leichten Truppen vor Kampfaufgaben, die den Einsatz besonders ausgebildeter und ausgerüsteter Stosstrupps notwendig machen.»
In der Schweizer Armee bilden die Grenadiere einen grossen Teil des KSK. Die Grenadierausbildung gilt als eine der anspruchsvollsten und umfangreichsten militärischen Ausbildungen in der Schweizer Armee. Bei der Rekrutierung sind im Sporttest +80 / 125 Punkte notwendig. Während der 23-wöchigen Grundausbildung (Rekrutenschule) erhalten die Grenadiere in Isone im Kanton Tessin eine spezifische Ausbildung, die den späteren Einsatz als so genannte „Special Operation Capable (SOC)“ ermöglichen soll. Dazu gehören spezielle Ausbildungsprozesse wie Nahkampf, Orts- und Häuserkampf, Handstreich und Hinterhalt, Überleben und Bewegen in vom Feind besetztem Gelände und im Gebirge.
Dazu kommen Spezialistenausbildungen als Scharfschütze, Aufklärer, Medic (Grenadier Einheitssanitäter), PAL/Mg-Spezialist, Führungsstaffel(Nachrichten-/Übermittlungs-Spezialist), Sprenger, RGW-/ LMg-Spezialist, Fahrer/LMg-Schütze oder Kommando/Trupp-Chef. Die Ausbildung zum Grenadier fordert ein hohes Maß an Sportlichkeit, physischer und psychischer Leistungsfähigkeit sowie ein sehr hohes Durchhaltevermögen. Während der ersten 8 Wochen der Grenadierrekrutenschule findet eine harte Selektion aus 24 Selektionstesten statt, welche bei charakterlich, technisch, sozial, psychisch oder physisch ungenügenden Leistungen eine Umteilung zur Folge hat. Diese Umteilung geschieht innerhalb der Armee bzw. vor allem in das Betriebsdetachement des AZSK.
Die zwei Grenadierbataillone des Grenadierkommandos sind Verbände, die für offensive Operationen wie zum Beispiel Angriffe zur Lähmung oder Zerstörung von Zielen operativer und taktischer Bedeutung in der Tiefe, Unterbrechung von Nachschublinien und Beschaffung von Schlüsselinformationen eingesetzt werden. Sie bestehen zum Großteil aus Milizsoldaten.
Die Grenadiere haben auch ausserdienstlich einen guten Zusammenhalt. Ihr Erkennungsmerkmal ist die typische Granate als Abzeichen. Im Jahr 2007 wurde der Grenadier-Tag ins Leben gerufen. Der alljährliche Anlass fordert die Fähigkeiten als Grenadier und pflegt die Kameradschaft untereinander.
Zudem gibt es in der Schweizer Armee noch Militärpolizeigrenadiere und Panzergrenadiere, die an verschiedenen Orten ausgebildet werden: Isone im Tessin für den Grenadier des KSK, Thun für den Panzergrenadier und Sion für den Militärpolizeigrenadier.

### Frankreich
In Frankreich führte in jedem Linienregiment bis 1868 je eine Kompanie den Namen Grenadiere.

### Italien
In Italien gibt es mit den Granatieri di Sardegna (1659) eine traditionsreiche Gardegrenadiertruppe piemontesischen Ursprungs, die in Rom Wach- und Repräsentanzaufgaben übernimmt und ansonsten als mechanisierte Infanterie eingesetzt wird. Die Soldaten der Truppe tragen eine Grenadiermütze zur Paradeuniform.

### Vereinigte Staaten
In den Streitkräften der Vereinigten Staaten gibt es keine Grenadierverbände. Als Grenadier werden einzelne Soldaten genannt, die mit einem Granatwerfer ausgerüstet sind. Es ist kein Dienstgrad, sondern eine Funktionsbezeichnung wie in der ursprünglichen Verwendung des Wortes. Heute ist ein US-Army-Grenadier ein mit einem Unterlauf-Granatwerfer (M203, M320) ausgerüsteter Soldat innerhalb eines vier Mann starken Fireteams (Trupp). Im United States Marine Corps fungiert ein Team Leader (Truppführer) eines Fireteams mit einem M203 als Grenadier. Während des Vietnamkrieges waren US-Grenadiere mit dem M79 Granatwerfer („Thumper“) und im späteren Kriegsverlauf mit dem M203 ausgerüstet.

## Gardeeinheiten
Da Grenadiere meist als Eliteeinheiten aufgefasst wurden, findet man sie noch heute häufig in Garderegimentern bzw. -kompanien, wo sie an ihren charakteristischen, hohen Mützen als Grenadiere erkennbar sind, etwa die britischen Grenadier Guards oder die dänische Königsgarde, die beide Bärenfellmützen tragen.